# 田中秀治郎
田中 秀治郎（たなか ひでじろう、1863年11月30日（文久3年10月20日）- 1922年（大正11年）8月30日）は、日本の実業家、政治家。衆議院議員。

## 経歴
筑前国怡土郡、後の長糸村（現福岡県糸島市）で、田中喜蔵の二男として生まれる。福岡の正木昌陽、豊前中津の大久保啓蔵から漢籍を学ぶ。1902年（明治35年）東京法学院を卒業した。
大阪で染色を学び福岡市東中洲で染色業を営んだ。その後帰郷して、長糸村役場に就職し兵事係となる。1892年（明治25年）長糸村会議員に選ばれ、さらに学務委員、福岡県会議員、糸島郡会議員、同参事会員、糸島銀行常務取締役などを務めた。1902年8月、第7回衆議院議員総選挙（福岡県郡部）で当選し、衆議院議員を1期務めた。
1905年（明治38年）から1907年（明治40年）まで朝鮮で活動し、1910年（明治43年）に再度朝鮮に渡り、所有地の開発事業を行うとともに、釜山居留民団議員、学校組合会議員、釜山府庁協議会員などを務めた。
1919年（大正8年）病のため帰国し、九州鉄道監査役となるが、1922年に死去した。